# Terrorisme en Nouvelle-Zélande

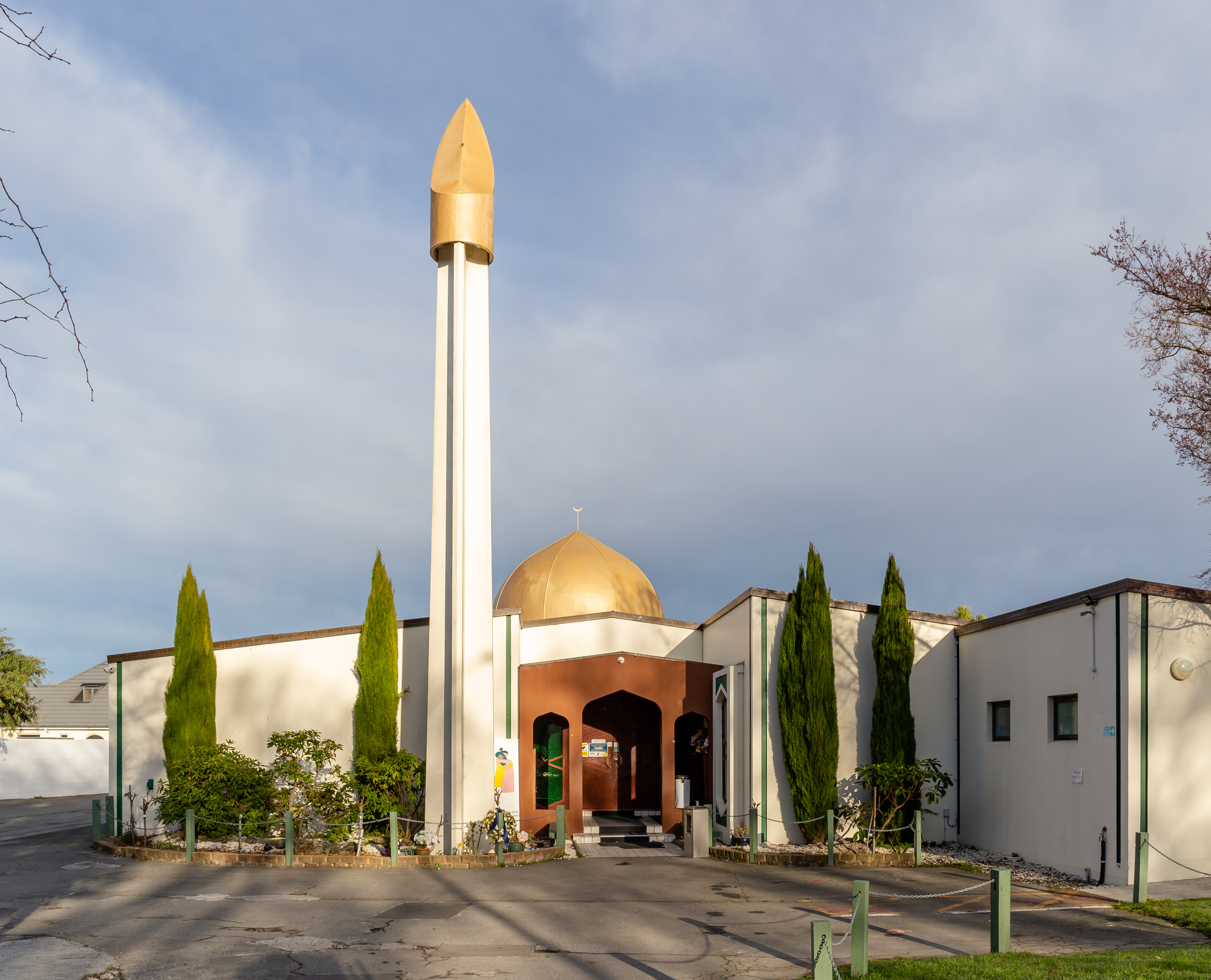
Mosquée Al Noor à Christchurch, une des cibles de l'attentat de Christchurch.

Le terrorisme en Nouvelle-Zélande désigne l'ensemble des activités terroristes sur le territoire national néo-zélandais ou contre des citoyens néo-zélandais. Il présente des spécificités liées à l'histoire et la situation géographique néo-zélandaise. 
Du fait qu'il n'y a pas de définition internationale du terme « terrorisme », la Nouvelle-Zélande s'appuie sur le Terrorism Suppression Act 2002 (en). 
Actuellement, le seul attentat connu pour avoir été perpétré par des forces étrangères sur le territoire néo-zélandais est l'affaire du Rainbow Warrior par les services secrets français dans le port d'Auckland en 1985, sur ordre direct du président François Mitterrand.
Le 15 mars 2019, deux mosquées sont attaquées par Brenton Harrison Tarrant, terroriste et suprémaciste blanc, âgé de 28 ans, à Christchurch,. Le bilan total est de 50 morts et près d’une cinquantaine de blessés,.

## Niveau de menace
La menace terroriste en Nouvelle-Zélande est faible même si quelques cas existent dans l'histoire du pays.
En 2006, les services de renseignements néo-zélandais (The Security Intelligence Service) ont établi dans un rapport que « le risque d'attaque terroriste en Nouvelle-Zélande ou contre des intérêts néo-zélandais est faible » (« the risk of a terrorist attack on New Zealand or New Zealand interests is low »). Mais ils ont également mis en garde contre toute tentation de complaisance. Il a été énoncé que des individus résidant en Nouvelle-Zélande était liés à des organismes de terrorisme internationaux, bien que ces allégations aient été rejetées.